# Der goldene Schmetterling
Der goldene Schmetterling is een Duitse dramafilm uit 1926 onder regie van Michael Curtiz. In Nederland werd de film destijds uitgebracht onder de titel De gouden vlinder.

## Verhaal
Wanneer de oude Mac Farland een beroerte krijgt, breekt zijn zoon Andy zijn studie af om het restaurant van zijn vader over te nemen. Zijn pleegzus Lilian houdt zich bezig met de boekhouding. Omdat ze eigenlijk danseres wil worden, gaat ze stiekem naar de dansschool. Als Andy daarachter komt, gooit hij Lilian op straat. De miljonair Aberdeen ontfermt zich over haar en met zijn hulp groeit ze uit tot een grote balletdanseres. Lilian is bovendien verliefd op Andy en pas wanneer hij haar voor een tweede keer afwijst, stemt ze in met het aanzoek van Aberdeen. Tijdens het dansnummer De gouden vlinder bezeert ze zich echter zozeer dat ze nooit meer zal kunnen dansen. Als de grootmoedige Aberdeen erachter komt dat Lilian in feite verliefd is op Andy, komt hij terug op zijn aanzoek en brengt hij hen beiden weer samen.

## Rolverdeling
| Acteur          | Personage        |
| --------------- | ---------------- |
| Hermann Leffler | Mac Farland      |
| Lili Damita     | Lilian           |
| Nils Asther     | Andy             |
| Jack Trevor     | Aberdeen         |
| Curt Bois       | André Dubois     |
| Kurt Gerron     | Stamgast         |
| Karl Platen     | Ober             |
| Ferdinand Bonn  | Theaterdirecteur |
| Gyula Szöreghy  | Kok              |